# Stepan Koerjanov
Stepan Koerjanov (Kovrov, 7 december 1996) is een Russisch wielrenner die reed voor Gazprom-RusVelo en Global 6 Cycling.

## Carrière
Als junior won Koerjanov in 2013 de jongerenklassementen in de Trofeo Karlsberg en de Ronde van Valromey. Daarnaast maakte hij deel uit van de ploeg die de ploegentijdrit in Aubel-Thimister-La Gleize won. Een jaar later won hij zelf twee etappes en droeg hij een dag de leiderstrui in de Belgische etappekoers. In het puntenklassement bleef hij David Gaudu, die tweede werd, voor.
Als stagiair bij Gazprom-RusVelo in 2017 nam Koerjanov onder meer deel aan de Brussels Cycling Classic en de Ronde van het Münsterland. In 2018 werd hij prof bij de ploeg waar hij al stage liep.

## Overwinningen
2013
Jongerenklassement Trofeo Karlsberg
Jongerenklassement Ronde van Valromey
2e etappe Aubel-Thimister-La Gleize (ploegentijdrit)
2014
1e en 2e etappe deel B Aubel-Thimister-La Gleize
Puntenklassement Aubel-Thimister-La Gleize
2019
Tussensprintklassement Ronde van de Verenigde Arabische Emiraten

## Resultaten in voornaamste wedstrijden
|      | \| Jaar \| Milaan-San Remo \| Parijs-Tours \| \| WK op de weg \| \| ---- \| --------------- \| ------------ \| \| ------------ \| \| 2018 \| 133e \| \| \| \| \| 2019 \| \| opgave \| \| opgave \| \| 2020 \| 118e \| 28e \| \| \| |              |  |              |
| Jaar | Milaan-San Remo | Parijs-Tours |  | WK op de weg |
| 2018 | 133e |              |  |              |
| 2019 | | opgave       |  | opgave       |
| 2020 | 118e | 28e          |  |              |

## Ploegen
- 2017 –  Gazprom-RusVelo (stagiair vanaf 28-7)
- 2018 –  Gazprom-RusVelo
- 2019 –  Gazprom-RusVelo
- 2020 –  Gazprom-RusVelo
- 2021 –  Global 6 Cycling

Arslanov · Bojev · Broett · Firsanov · Foliforov · Jersjov · Kozontsjoek · Lagoetin · Majkin · Nikolajev · Nytsj · Ovetsjkin · Porsev · Rovny · Rybalkin · Savitski · Sjaloenov · Solomennikov · Svesjnikov · Troesov · Vorobjov · Zakarin · Kobernjak (stagiair) · Koerjanov (stagiair) · Tsjerkasov (stagiair)
Arslanov · Bojev · Firsanov · Foliforov · Kobernjak · Koerjanov · Kozontsjoek · Lagoetin · Majkin · Nytsj · Porsev · Rovny · Rybalkin · Sjaloenov · Sjilov · Troesov · Tsjerkasov · Vlasov · Koelikov (stagiair) · Koelikovski (stagiair) · Nekrasov (stagiair)
Arslanov · Bojev · Jevtoesjenko · Kobernjak · Koelikov · Koelikovski · Koerbatov · Koerjanov · Nekrasov · Nytsj · Porsev · Rikoenov · Rovny · Rybalkin · Sjaloenov · Sjilov · Stasj · Tsjerkasov · Vlasov · Vorobjov · Landi (stagiair) · Popov (stagiair) · Vitoerin (stagiair)
Bojev · Canola · D. Cima · I. Cima · Karaljok · Koelikov · Koelikovski · Koerjanov · Koezmin · Koeznetsov · Nekrasov · Nych · Rikoenov · Rovny · Rybalkin · Scaroni · Sjaloenov · Strachov · Tsjerkasov · Tsjernetski · Velasco
Aalrust · Becking · Berlin · Bongiorno · Hansen · Jones · Koerjanov · Mitri · O'Donnell · Paluta · Pettersen · Pithie · Sessler · Steinacher